# Sinornithosaurus
Sinornithosaurus é um gênero de dinossauro terópode coberto de penas que viveu durante o Cretáceo Inferior, no que é hoje a China. É do tamanho de um peru (1 metro) e capaz de dar mordidas envenenadas. Recentemente novos estudos sugeriram que o Sinornithosaurus não era realmente venenoso, além disso acreditam que a interpretação inicial dos paleontólogos foi equivocada.